# Kostel svaté Markéty (Poleň)
Kostel svaté Markéty je zřícenina církevní stavby, která se nachází na vyvýšenině, v centru vesnické památkové zóny obce Poleň, v těsné blízkosti kostela Všech svatých. Vesnice Poleň se prvně zmiňuje v listině kladrubského kláštera z roku 1245, s poznámkou o svědku Blažejovi z Poleně. Pánem v Poleni byl v 15. století Břeněk z Ronšperka. Později v 16. a 17. století zde postupně vládlo několik rodů, byli mezi nimi například rody Nebílovských z Drahobuze, Chlumčanských z Přestavlk a z Klenové. V roce 1711 byla Poleň začleněna do Chudenického panství.

## Stavební fáze
Kostel sv. Markéty je datován do 1. poloviny 14. století do stylu gotického slohu. První písemná zmínka pochází z roku 1357, kde se o kostele hovoří jako o kapli. Zřícenina leží necelých 10 m od stavby farního kostela Všech svatých, jež zřejmě předcházela kostelu sv. Markéty.

## Stavební podoba
Na místě dnešní zříceniny původně stála jednolodní orientovaná stavba, čtvercového půdorysu s pětibokým presbytářem. Dnes se z celé stavby zachovalo pouze obvodové zdivo a fragmenty opěráků v místě, kde se nacházel presbytář.
Loď kostela byla zřejmě sklenuta na středový pilíř. Takové zaklenutí venkovského kostela ve 14. století je poměrně vzácné. Presbytář byl oddělen od lodě lomeným triumfálním obloukem a sklenut jedním polem křížové žebrové klenby, žebra dosedala na jehlancové konzoly. Kostel sv. Markéty původně sloužil jako hřbitovní kaple a zřejmě takto fungoval i v průběhu 18. století až do roku 1786, kdy jej Josef II. dekretem zrušil. Stavba byla následně v dražbě prodána poleňskému faráři (za 24 zlatých a 42 krejcarů) a od tohoto prodeje kostel chátral.